# Мауританија на Летњим олимпијским играма 2000.
Мауританија је на Летњим олимпијским играма 2000. у Сиднеју учествовала са двоје спортиста, који су се такмичили у атлетици. Ово је било пето учешће Мауританије на ЛОИ од пријема у МОК и прво у којем се такмичила и једна жена. То је била атлетичарка Fatou Dieng, која је била најмлађи учесник Мауританије на олимпијским играма до сада са 17 година и 10 дана.
Заставу Мауританије на свечаном отварању Игара 15. септембра носио је атлетичар Sidi Mohamed Ould Bidjel.
Мауританија је остала у групи земаља које до сада нису освајале олимпијске медаље.

## Учесници по спортовима
| Спорт      | Мушкарци | Жене | Укупно |
| ---------- | -------- | ---- | ------ |
| Атлетика   | 1        | 1    | 2      |
| Укупно (1) | 1        | 1    | 2      |

## Резултати

### Атлетика

#### Мушкарци
| Атлетичар Лични рекорд   | Дисциплина | Група    | Група      | Полуфинале       | Полуфинале       | Финале           | Финале       | Детаљи |
| Атлетичар Лични рекорд   | Дисциплина | Резултат | Место      | Резултат         | Место            | Резултат         | Место        | Детаљи |
| ------------------------ | ---------- | -------- | ---------- | ---------------- | ---------------- | ---------------- | ------------ | ------ |
| Sidi Mohamed Ould Bidjel | 1.500 м    | 4:03,74  | 14 у гр. 3 | Није се пласирао | Није се пласирао | Није се пласирао | 39 / 40 (41) |        |

#### Жене
| Атлетичарка Лични рекорд | Дисциплина | Предтакмичење | Предтакмичење | Група             | Група             | Полуфинале        | Полуфинале        | Финале            | Финале   | Детаљи |
| Атлетичарка Лични рекорд | Дисциплина | Резултат      | Место         | Резултат          | Место             | Резултат          | Место             | Резултат          | Место    | Детаљи |
| ------------------------ | ---------- | ------------- | ------------- | ----------------- | ----------------- | ----------------- | ----------------- | ----------------- | -------- | ------ |
| Fatou Dieng              | 100 м      | 13,69         | 9. у гр. 7    | Није се пласирала | Није се пласирала | Није се пласирала | Није се пласирала | Није се пласирала | =81 / 84 |        |